# 島田愛野
島田 愛野（しまだ あいの、4月17日 - ）は、日本の女性声優。東京都出身。Rush Style所属。

## 略歴
声優になろうと思ったきっかけの作品は『鋼の錬金術師』。女性声優が少年役を演じていることに驚くと共に魅了されたと語っている。

## 人物
趣味には食事と古着屋巡り、特技には水泳と料理を挙げている。
かつては美術部で絵しりとり大会をしていた。

## 出演
太字はメインキャラクター。

### テレビアニメ
2017年
- 十二大戦（兄）
- 食戟のソーマ 餐ノ皿（2017年 - 2018年、女子生徒A、極星寮女子B） - 2シリーズ

2018年
- アイドリッシュセブン（2018年 - 2021年、好美の友人、女性B、女の子B） - 3シリーズ

2019年
- ラディアン（2019年 - 2020年、子供A、農民、騎士志願者A、魔法騎士イデ、騎士志願者メヌウ 他）

2020年
- 異種族レビュアーズ（低級淫魔C）
- 本好きの下剋上 司書になるためには手段を選んでいられません（カイ）
- アルゴナビス from BanG Dream!（女子）
- BanG Dream! ガルパ☆ピコ 〜大盛り〜（小学生）
- 禍つヴァールハイト -ZUERST-（ヴィルター、女学生）

2021年
- IDOLY PRIDE（看護師）
- 宇宙なんちゃら こてつくん（マルコ）

2022年
- カッコウの許嫁（2022年 - 2025年、海野凪〈幼少〉、宗助〈幼少〉） - 2シリーズ
- リコリス・リコイル（篠原沙保里、北村、DAオペレーター、CA）

2023年
- 老後に備えて異世界で8万枚の金貨を貯めます（シュテラ）
- とんでもスキルで異世界放浪メシ（ギルド職員）
- この素晴らしい世界に爆焔を!（さんさら）
- 僕の心のヤバイやつ（下級生B）
- 青のオーケストラ（教師、中学の同級生、購買部の店員、アナウンス、自動音声 他）
- 魔術士オーフェンはぐれ旅 聖域編（司祭）
- うちの会社の小さい先輩の話（女性社員）
- ダークギャザリング（女の霊、少年時代螢多朗、水子霊、学生、中学生の螢多朗 他）
- 白聖女と黒牧師（女性）
- AIの遺電子（笹倉）
- ポーション頼みで生き延びます!（王妃）
- 七つの大罪 黙示録の四騎士（2023年 - 2024年、ナシエンス / 赤子ナシエンス） - 2シリーズ
- Paradox Live THE ANIMATION（アンの母）
- ドッグシグナル（丹羽の母）

2024年
- ようこそ実力至上主義の教室へ 3rd Season（西野武子）
- 外科医エリーゼ（助手、補助員A、看護師A、貴族、補助員 他）
- ブルーアーカイブ The Animation（ニュースキャスター）
- ダンジョン飯（ドライアド2、ライオスの母、村人7）
- エルフさんは痩せられない。（含蛇）
- 真夜中ぱんチ（子供）

2025年
- 黒岩メダカに私の可愛いが通じない（秋田こまち）
- 天久鷹央の推理カルテ
- 異修羅（爪先震えのパギレシエ）
- 花は咲く、修羅の如く（石狩梓美）
- キミとアイドルプリキュア♪（研究会会員、ありすの母、漫画のヒロイン、夏野はなえ）
- 完璧すぎて可愛げがないと婚約破棄された聖女は隣国に売られる（主婦）
- 片田舎のおっさん、剣聖になる（役者）
- LAZARUS ラザロ（少年）
- ウィッチウォッチ（付与の魔女〈学生時代〉）
- 自動販売機に生まれ変わった俺は迷宮を彷徨う 2nd season（始まりの会長）
- 追放者食堂へようこそ!（ポニテ）
- ずたぼろ令嬢は姉の元婚約者に溺愛される（幼いキュロス）

### 劇場アニメ
- 数分間のエールを（2024年、担任の先生）

### Webアニメ
- モンスターストライク（2018年、蓬莱）
- オーバーウォッチ2「ハント・ビギンズ」（2025年、フレイヤ）

### ゲーム
2016年
- ガールズリボーン-生まれ変わった美少女-（2016年 - 2017年）
- モンスターストライク（2016年 - 2025年、岩融、蓬莱、グレーテル、超合体機動 ワラベリオンV、金光ミミ&ロロ〈ロロ〉、グィネヴィア、エリザベス1世、道明寺あんこ、マゼラン、銀河巨竜 ギャラクシーサーペント、ティターニア、芙蓉、セイミー、乙姫、Dr・マター、カマエル、プルケ、カカゴセデク）

2017年
- 陰陽おとぎソール（玄奘三蔵、伝国璽）
- ダイスの神（セリーナ、ハイジ、リパーシ）
- ファイトリーグ（水蓮寺・ルーシー・葵、針山のいちまさん、、毛玉の転がし手 ニャニャ美、十八文字真名）
- 妖怪百姫たん!（乃木将軍）

2018年
- JUDGE EYES:死神の遺言
- スマッシュ&マジック（テシウス、ニスロク、サクラ、セツナ）

2020年
- 共闘ことばRPG コトダマン（ウカミスト、スコグルーヴ）
- 天空のクラフトフリート（リカルダ）

2021年
- バディミッション BOND（ココ・デ・オドレイ）
- ウマ娘 プリティーダービー（ビターグラッセ）
- LOST JUDGMENT 裁かれざる記憶
- アズールレーン（フォッシュ）

2022年
- けものフレンズ3（ガチャピン）
- 無期迷途（カメリアン、辰砂、マキアート）
- グランブルーファンタジー（操舵士アナマリア）

2023年
- タワーオブスカイ（ヤーギル）
- マブラヴ：ディメンションズ（ヘルガローゼ・フォン・ファルケンマイヤー）
- クイズRPG 魔法使いと黒猫のウィズ（2023年 - 2024年、宮野かんぱねるら、茶賦鳥、リヴァイザル）
- Dislyte〜神世代ネオンシティ〜（エンティセル）

2024年
- キュービックスターズ（カマエル）
- 18TRIP
- 護縁（ダン・ロアナ）

2025年
- ドラゴンクエストX 未来への扉とまどろみの少女 オンライン（執行者ニニエルザ）
- モンスターハンターワイルズ（ナタ）
- オーバーウォッチ2（フレイヤ）
- モンソニ！（蓬莱）

### ドラマCD
- ヒプノシスマイク Fling Posse VS 麻天狼（女性E）

### ボイスドラマ
- 幕末動乱美少女伝（2024年、黒田清隆）
- 戦国繚乱美少女伝（2025年、柴田兵D、成田兵A、佐竹義宣）

### ラジオドラマ
- 末ながく、お幸せに（2017年、萌恵、良美[28]）

### 吹き替え

#### 映画
- アイリッシュ・ウィッシュ
- イン・ザ・トール・グラス -狂気の迷路-（ベッキー・デマス〈ライズラ・デ・オリヴェイラ〉）
- ウィーク・オブ・ウェディング（カトリーナ〈メラニー・ニコールズ・キング（英語版））
- 王様のためのホログラム（ケイリー）
- OCD 〜メンタル・クリニックは大騒ぎ〜（英語版）（誕生日ガール）
- ガンパウダー・ミルクシェイク（エミリー〈クロエ・コールマン〉[29]）
- クライアント・リスト ザ・ムービー（キャロル・リード）
- ゴッホ 最期の手紙（ラ・ムスメ〈ホリー・アール（英語版）〉[30]）
- ザ・グラッジ 死霊の棲む屋敷（ニナ・スペンサー〈ベティ・ギルピン〉[31]）
- 15時17分、パリ行き（レア、キャロライン）
- ジュラシック・ワールド/炎の王国（オフィス女性[32]）
- ジョナサン -ふたつの顔の男-（ナリマン博士〈パトリシア・クラークソン〉）
- シンデレラ（ベアトリス王妃〈ミニー・ドライヴァー〉[33]）
- スリープレス・ナイト（エレベーター女、シェリ）
- トレイン・ミッション（グウェン〈フローレンス・ピュー〉、ジニー）
- ネイビーシールズ: オペレーションZ（英語版）（レベッカ）
- バスティオン36
- フォールガイ[34]
- 復讐（ルー〈エレナ・カンプーリス〉）
- ボイス・フロム・ザ・ダークネス（ヴェレーナ〈エミリア・クラーク〉）

#### ドラマ
- アレクサ&ケイティ（英語版）（メーガン〈ナジャ・アラヤ〉）
- クレイジー・エックス・ガールフレンド（ジェイニ―、シシー）
- GLOW シーズン2（ロンダ、ロザリー）
- THE GOOD COP/グッド・コップ（英語版）（ジョイ）
- ザ・スタジオ（ペトラ〈キーラ・モンテローソ・メヒア〉、シャーリーズ・セロン〈本人〉[35]）
- 13の理由（クロエ、キャロリン・スタンドール〈メレディス・モンロー（英語版）、ノラ・ウォーカー〈ブレンダ・ストロング〉、レイニー・ジェンセン〈エイミー・ハーグリーブス（英語版）〉）
- 邪悪な天才: ピザ配達人爆死事件の真相（英語版）（リンダ・ペイン 他）
- シリアルキラーの妻（英語版）（ベス〈アナベル・スコーリー（英語版）〉[36]）
- スタン・リーのラッキーマン シーズン1（ジーナ、ケリー、インディラ、イヴァン）
- 孫悟空の遊勇伝（英語版）（モニカ（レイチェル・ハウス（英語版））、オーク）
- ティーン・スパイ K.C.（ジーン）
- マターナル ～母なる医師たち～（サミ）
- ナイト・トレイン/破滅へのカウントダウン（英語版）（レイチェル〈ケイティ・リューング〉[37]）
- ハンナ 〜殺人兵器になった少女〜（ハンナ〈エスメ・クリード＝マイルズ（英語版）〉）
- フィリップ・K・ディックのエレクトリック・ドリームズ シーズン1（キム）
- LOVE（英語版） シーズン3（マリーナ）

#### アニメ
- アーチボルドの大冒険（マーフ、シェリル）
- アイズ・オブ・ワカンダ（ノニ[38]）
- 永遠に12才!（エスター、フラップス、クランドル）
- サマーキャンプ・アイランド（マックス[39]）
- トランスフォーマー アーススパーク（女性捜査官[40]）
- 爆走ナマケモノ! フリーキー（モカ）
- ROBOZUNA（リヴィア）
- ビーとパピーキャット（ビー）
- ハーフ・ヒーロー（ステラ）
- ホワット・イフ...?（アリ・モラレス）
- タラ・ダンカン（リスベス）
- しゅつどう!パジャマスク（ハウラー）
- 百妖譜（2024年、少女）
- この恋で鼻血を止めて（2025年、同僚[初出 4]、看護師[初出 19]）

### デジタルコミック
- こはる日和とアニマルボイス（2018年、青木シャルロッテ[41]）
- 見える子ちゃん（2019年[42]）
- CARNELIAN BLOOD（2020年、レオノーラ、マイネ家従者 、エリアス母、ルッツ〈少年〉、モブ女[43]）
- ブラッド・ドゥーム（2021年、部員A[44]）
- 姫ヶ崎櫻子は今日も不憫可愛い（2021年、クラスメイト ほか[45]）
- ちゃんと吸えない吸血鬼ちゃん（2021年、クラスメイト[46]）
- リリィ・リリィ・ラ・ラ・ランド（2022年、生徒[47]）
- 千年狐 〜干宝「捜神記」より〜（2022年、少年時代の孔章[48][49]）

### 映像作品
- モンスターストライク「蓬莱」声優が初登場！いろんな台詞を言ってもらってみた！モンスト公式」（2018年2月、YouTube）[50]

### その他
- 腹ぺこフィルのグルメ旅（英語版）（マーラ・ブライアン）
- ウチの夏フェス2017

### シリーズ一覧
1. ↑  前半『餐ノ皿』（2017年）、後半『餐ノ皿 遠月列車篇』（2018年）
2. ↑  第1期（2018年）、第2期『Second BEAT!』（2020年）、第3期『Third BEAT!』第1クール（2021年）
3. ↑  Season1（2022年）、Season2（2025年）
4. ↑  第1期（2023年 - 2024年）、第2期（2024年）

### 初出話一覧
1. ↑  Season2 第1話初出
2. ↑  Season1 第8話初出
3. ↑  Season1 第19話初出
4. 1 2 3 4 5 6  第1話初出
5. ↑  第3話初出
6. ↑  第4話初出
7. 1 2  第7話初出
8. 1 2  第8話初出
9. ↑  第15話初出
10. ↑  第19話初出
11. 1 2  第21話初出
12. 1 2  第6話初出
13. 1 2  第11話初出
14. ↑  第10話初出
15. 1 2  第12話初出
16. ↑  第13話初出
17. ↑  第25話初出
18. 1 2 3  第2話初出
19. ↑  第5話初出